# Як-46
Як-46 — нереализованный проект турбореактивного пассажирского самолёта для местных авиалиний, разрабатывавшийся в ОКБ Яковлева на базе ранее принятого в эксплуатацию ближне- и среднемагистрального Як-42. Работы по проекту прекращены в 1982 году после катастрофы Як-42 CCCP-42529, приведшей ко временному прекращению эксплуатации самолётов данного типа.

## История
В 1980 году в эксплуатацию был принят Як-42, 120-местный авиалайнер ОКБ им. Яковлева, шедший в ногу с достижениями мировой авиационной промышленности и имевший высокие эксплуатационные показатели, в том числе благодаря применению современных двигателей Д-36. Наработанный при создании Як-42 опыт предлагалось использовать для разработки нового турбореактивного самолёта для местных авиалиний, который пришёл бы на замену турбовинтовым Ан-24 и турбореактивным Як-40.
Новый самолёт получал укороченный фюзеляж от исходного Як-42 диаметром 3,80 м с салоном с шестью креслами в ряд. Длина самолёта уменьшалась с 36,38 м до 26,75 м. Т-образное хвостовое оперение было уменьшенным аналогом оперения Як-42, кабина пилотов, бортовое оборудование, система кондиционирования, двигатели и ВСУ — идентичными Як-42. Количество двигателей сокращалось с трёх до двух, размещённых на хвостовых пилонах, аналогично Ту-134. Место воздухозаборника третьего (среднего) двигателя занимал форкиль, а в законцовке хвостовой части фюзеляжа размещалась вспомогательная силовая установка.
Для Як-46 разрабатывалось новое стреловидное крыло уменьшенного по сравнению с Як-42 размера. Его стреловидность была снижена с 23 до 16 градусов по передней кромке для облегчения эксплуатации с коротких ВПП (для сравнения — Ту-134 обладал крылом стреловидностью 35 градусов по четвертям хорд).
Пассажирский салон длиной 10,87 м вмещал 78 пассажиров на 13 рядах по 6 кресел в каждом с шагом кресел 750 мм. Под пассажирским салоном размещался багажный отсек длиной 4,8 м. Як-46 лишился хвостового трапа, применявшегося на Як-42. Вместо него в нише под дверью в передней части фюзеляжа был размещён складной трап с перилами, аналогичный опционально предлагавшимся на пассажирских самолётах фирмы Boeing.
После катастрофы самолёта Як-42 СССР-42529, унесшей 132 жизни, полёты Як-42 в «Аэрофлоте» были приостановлены до выяснения обстоятельств случившегося, что негативно повлияло на имидж Як-42 и послужило одной из причин прекращения работ над проектом; ни одной машины произведено не было.
В 1985 г. индекс данной модели был использован для других проектов пассажирских самолётов ОКБ им. Яковлева: на первом из них должны были применяться перспективные винтовентиляторные двигатели Д-27, на другом, получившим позднее собственный индекс Як-242, — двигатели Д-90 (ПС-90). В конце 1980-х годов ОКБ им. Туполева прибегло к похожей схеме разработки ближнемагистрального лайнера Ту-334, взяв за основу нового самолёта уже летающий Ту-204. Однако по компоновке салона, хвостового оперения и типу применяемых двигателей Ту-334 напоминал несколько увеличенный Як-46 проекта 1982 года.

## Лётно-технические характеристики
| Параметр                               | Значение                            |
| -------------------------------------- | ----------------------------------- |
| Фирма-производитель                    | ОКБ А. С. Яковлева                  |
| Тип                                    | ближнемагистральный, узкофюзеляжный |
| Длина                                  | 26,75 м                             |
| Размах крыла                           | 28 м                                |
| Стреловидность крыла по линии 1/4 хорд | 16°                                 |
| Высота хвоста                          | 8,1 м                               |
| Диаметр фюзеляжа                       | 3,80 м                              |
| Ширина салона                          | 3,60 м                              |
| Крейсерская скорость                   | 700 км/ч                            |
| Максимальная скорость                  | 0,75 M (810 км/ч)                   |
| Дальность полёта                       | 2500 км                             |
| Высота полёта                          | 9100 м                              |
| Потребная длина ВПП                    | 1650 м                              |
| Максимальный взлётный вес              | 32,5 т                              |
| Коммерческая нагрузка                  | 8,2 т                               |
| Экипаж                                 | 2 пилота и 1 бортмеханик            |
| Число пассажиров (эконом)              | 78                                  |
| Двигатели                              | 2 × 63,74 kН Прогресс Д-36          |